# Journal of Language Contact
Das Journal of Language Contact (Online-Ausgabe ISSN 1955-2629) ist eine seit 2007 ein- bis zweimal jährlich erscheinende, bei Brill verlegte Fachpublikation für Fragen des Sprachkontakts, der Sprachpragmatik und des Sprachwandels. Sie befasst sich mit diesen Themen nicht nur unter linguistischen, sondern auch unter anthropologischen, historischen und kognitionswissenschaftlichen Gesichtspunkten.
Chefredakteure sind Alexandra Aikhenvald vom Cairns Institute der James Cook University und Robert Nicolaï von der Universität Nizza Sophia-Antipolis.
Die in der Zeitschrift veröffentlichten Beiträge unterliegen der Peer-Review und sind auf Englisch oder Französisch verfasst.